# Türkiye İş Bankası
Türkiye İş Bankası — первый публичный банк Турции и одно из ведущих банковских учреждений страны. На 2008 год занимал 102-е место в рейтинге «Top 1000 World Banks» журнала The Banker и 371-е место в рейтинге Forbes Global 2000 с валовой прибылью TRY 6.8 миллиардов на 2006 год.

## История
После окончания Первой Мировой Войны в 1918 году и последующего распада Османской Империи в 1922 году, Турция была объявлена республикой, во главе которой встал Мустафа Кемаль Ататюрк. Первый турецкий президент быстро понял, что стране, которая переживала последствия войны, необходим национальный банк, чтобы восстановить экономику и укрепить положение на международной арене. Türkiye İş Bankası стал первым национальным банком в Турции. Он был основан 26 августа 1924 года на первом экономическом конгрессе в Измире.
Ататюрк назначил Джеляля Баяра своим советником, а затем и руководителем вновь образованного банка. İşbank начал работу с двумя отделениями и 37 сотрудниками под руководством Джеляля Баяра, его первого генерального директора. Банк был создан без государственной поддержки — казна была опустошена войной и разрухой. Исключительно за счет частных пожертвований наличных денег и золотых слитков, как от собственных граждан, так и от мусульман-сторонников в других государствах, банк получил свой первый капитал.
В 1925 году банк учредил первую страховую компанию Турции, Anadolu Sigorta, а в 1935 году — первую стекольную компанию, Şişecam, ставшую одной из крупнейших в Европе. В целом к 1990 году при участии банка было создано более 280 крупных турецких компаний. В 1933 году были открыты первые зарубежные отделения, в Гамбурге (Германия) и Александрии (Египет). Сеть отделений в Турции к концу 1930-х годов достигла 50 отделений.
После окончания Второй мировой войны банк стал важным посредником для зарубежных инвестиций в экономику Турции. В 1948 году было создано совместное предприятие с GE по производству лампочек. В 1950 году при участии банка было создано дочернее предприятие Unilever в Турции. В 1964 году было создано совместное предприятие с Bank of America, названное Disbank.
К 1984 году количество отделений достигло 900. В 1987 году банком был установлен первый в Турции банкомат. В 1996 году банк создал первую в мире полностью автоматическую банковскую телефонную службу; без участия оператора клиенты могли выполнить 130 различных финансовых операций. В следующем году банк начал предоставлять услуги через Интернет. В 1998 году был продан государственный пакет акций банка, к этому времени сократившийся до 13 %; крупнейшим акционером был и остаётся пенсионный фонд сотрудников банка. В то же время на İş Bankası приходится 6 % капитализации Стамбульской фондовой биржи. В 2000 году штаб-квартира была перенесена из Анкары в Стамбул; новая штаб-квартира представляет собой две 27-этажные башни, самое высокое на то время здание Турции. Также в 2000 году банк участвовал в приватизации нефтяной компании Petrol Ofisi, а также в создании одного из первых оператов мобильной связи Aria (совместно с итальянской компанией TIM).

## Деятельность
37,08 % акций принадлежит пенсионному фонду банка, 28,09 % — Республиканской Народной партии, остальные котируются на Стамбульской и Лондонской фондовых биржах.
Сеть банка насчитывает 1205 отделений в Турции и 22 за рубежом, а также 6521 банкомат. Обслуживает около 20 млн клиентов. Банком выпущено 8,8 млн кредитных и 11,2 млн дебетовых карт. Дочерние банки имеются в Германии, России и Грузии, отделения в Ираке, Косово, Великобритании, Бахрейне и Турецкой Республике Северного Кипра, представительства в КНР и Египте.
Активы на конец 2020 года составили 718 млрд турецких лир ($97 млрд), из них 415 млрд пришлось на выданные кредиты; принятые депозиты составили 382 млрд лир.

## Дочерние компании
- İşbank Germany (Германия) был основан в 1992 году, 9 отделений в Германии и одно в Нидерландах, 164 сотрудника, активы — 1,8 млрд евро.
- Ишбанк Россия был основан в 2011 году, два отделения в Москве и Санкт-Петербурге и представительство в Казани, 103 сотрудника, активы — 175,5 млн долларов.
- İşbank Georgia (Грузия) был основан в 2015 году, два отделения, в Батуми (открыто в 2012 году) и Тбилиси, 63 сотрудника, активы 100 млн долларов.
- Anadolu Hayat Emeklilik — пенсионный фонд и компания по страхованию жизни.
- Anadolu Sigorta — страховая компания.
- Millî Reasürans — перестрахование, основана в 1929 году.
- İş Leasing — лизинговая компания, основана в 1988 году.
- İş Faktoring — финансовые услуги (факторинг).
- İş GYO — фонд для инвестиций в недвижимость.
- İş Yatırım — брокерская контора.
- Şişecam — группа компаний по производству изделий из стекла, основана в 1935 году, предприятия в Турции, Египте, России, Грузии, Болгарии, Боснии и Герцеговине, Италии, Украине, Румынии, Германии, Венгрии, Словакии и Индии.
- Softtech — разработка программного обеспечения[1].